# 巨加大橋

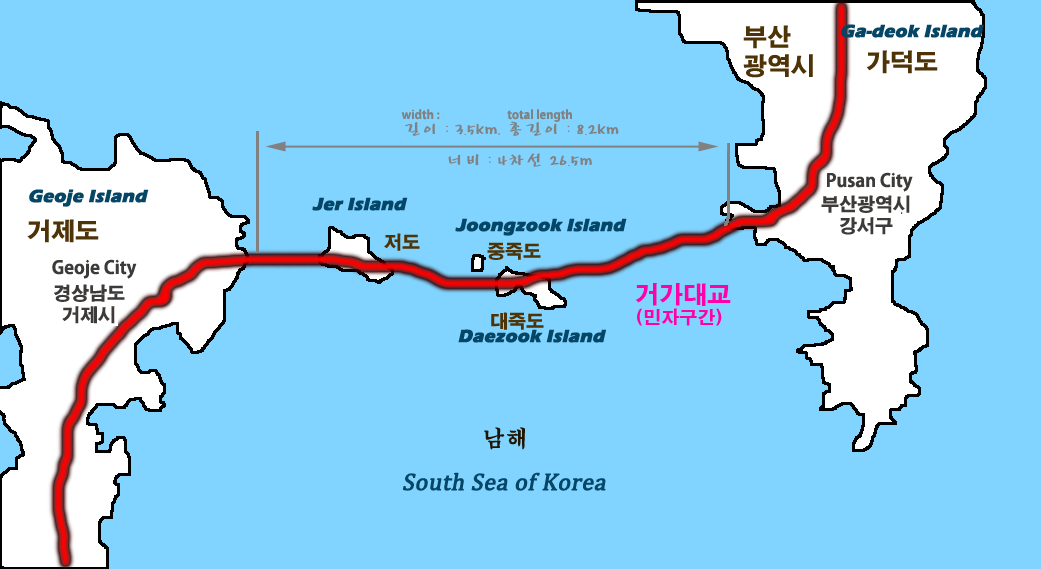
地図

巨加大橋（コガおおはし、朝鮮語: 거가대교 コガデキョ）は、大韓民国南部、巨済島（慶尚南道 巨済市）と加徳島（釜山広域市 江西区）を橋と海底トンネルで結ぶ全長8.2 kmの自動車専用道路である。2010年12月13日開通。

## 構造物の概要
巨加大橋は全長8.2 km、4車線の自動車専用道路である。巨済島と加徳島の間には猪島（チョド）と中竹島（チュンチュクド）という小島があり、巨加大橋はこれらを通過している。主な構造物は2本の斜張橋と海底トンネルである。
巨済島と猪島の間は全長1.65 kmの斜張橋（主塔3基）で結び、猪島と中竹島の間は全長1.87 kmの斜張橋（主塔2基）で結んでいる。そして、中竹島と大竹島（テチュクド）を連結するように造成した埋立地から加徳島までが全長3.2 kmの海底トンネルとなっている。
海底トンネルは韓国初の沈埋トンネルである。費用の面では海底トンネルよりも橋梁が有利であったが、国防上の理由から海底トンネルが選択された（巨加大橋は大韓民国海軍が基地を置く鎮海湾への入り口にある）。トンネルの名称は「加徳海底トンネル」。

## 建設の経緯
巨済島は釜山広域市の南西海上にあり、面積約400 km2。済州島に次ぎ、韓国で2番目に大きい島である。複雑な海岸線に囲まれた島内には二つの巨大造船所（三星重工業巨済造船所、大宇造船海洋巨済造船所）と多数の漁港があり、主な産業は造船業と漁業である。造船業の隆盛により島内の人口は20万人を超えて伸び続けており、韓国でも富裕な地域の一つに数えられる。
巨済島と韓国本土（朝鮮半島）の間を自動車で行き来できるようになったのは1971年のことである。この年の4月、島と固城半島（慶尚南道 統営市）の間にある見乃梁（キョンネリャン）海峡を跨ぐ巨済大橋（全長740 m、2車線）が開通した。その後、巨済大橋の交通量の増加を受けて、北側に新巨済大橋（全長940 m、4車線）が建設され、1999年5月に竣工した。
しかしながら、巨済島と韓国南部の大都市である釜山の中心部との間を自動車で行き来するには、統営市を経由するように大回りしなければならないため、約140 kmの道のりと約3時間を要していた。この道のり、時間距離を大幅に短縮するために建設されたのが巨加大橋である。
事業はBTO方式により民間企業（GK海上道路株式会社、筆頭株主は大手ゼネコンの大宇建設）が施行した。工費は2兆3千億ウォン。工期は2003年から2010年までの足かけ8年間で、竣工後、所有権を政府に移転した。2011年から2050年までの40年間、政府から運営権を付与されたGK海上道路株式会社が通行料を徴収する。
2010年12月13日、李明博大統領出席のもと開通式が挙行され、翌日から月末まで一般車両に無料開放された。その後、2011年1月1日から通行料の徴収が開始された。通行料は1万ウォン（小型車）である。。
開通の結果、巨済島と釜山中心部の間の道のりは約60 km、時間距離は約50分に短縮された。巨済島と釜山を巨加大橋経由で結ぶバス路線が開設され、巨済島と釜山の間を1日当たり24往復運航していた高速船航路は廃止に追い込まれた。